# Евбулид Милетски
Евбулид Милетски (на гръцки: Ευβουλίδης) е древногръцки философ от Мегарската школа, ученик на Евклид Мегарски. Известен е със своите парадокси.

## Биография
Евбулид става ученик на Евклид Мегарски, основател на Мегарската школа. Съвременник е на Аристотел, срещу когото пише изключително остро. Преподава логика на Демостен и също се смята, че е бил преподавател на Аполоний Крон, учител на Диодор Крон, и на Евфант. Възможно е и да е автор на книга за Диоген Синопски. Евбулид е най-известен с това, че изобретява формите на седемте известни парадокса, въпреки че някои от тях се приписват и на Диодор Крон.